# Herz Mariä (Burhave)
Herz Mariä ist eine römisch-katholische Filialkirche in Burhave, einem Ortsteil der Gemeinde Butjadingen im Landkreis Wesermarsch (Niedersachsen). Sie steht unter dem Patrozinium der Gottesmutter Maria und gehört zur Gemeinde St. Willehad (Nordenham) im Bistum Münster. Das Gotteshaus  ist eine Saalkirche im Stil der Moderne und bietet 130 Gläubigen Platz.

## Geschichte
Die Einwohnerzahl von Burhave stieg nach dem Zweiten Weltkrieg vor allem wegen der vielen Vertriebenen und Ostflüchtlinge stark an. Im Jahr 1949 lebten etwa 800 Katholiken und 5.500 Nichtkatholiken in der Kleinstadt.
In der Nachkriegszeit feierte man die hl. Messe meistens in der evangelischen St.-Petri-Kirche, weil in der Diaspora der Wunsch nach einem eigenen Gotteshaus noch nicht erfüllt werden konnte. Statt eines Kirchenneubaus kaufte der Bonifatiusverein das um 1880 in Burhave fertiggestellte Schulhaus, das 1954/55 zu einer kleinen Kirche mit Pfarrhaus umgestaltet wurde.
Die Kirche trägt den Titel „Herz Mariä“. Die weltweit zahlreichen Patrozinien der Mutter Jesu Christi haben neben dem Namen in der Regel auch einen der Marientitel, unter denen Maria verehrt wird. Das gilt auch für das Gotteshaus Herz Mariä (Burhave) und ist ein Beispiel für die Verehrung des unbefleckten Herzens Mariä.
Im Rahmen einer Fusion der Kirchengemeinden aus der Region Nordenham gehört das Pfarrrektorat Herz Mariä (Burhave) seit dem 7. November 2010 zur neuen Pfarrgemeinde St. Willehad (Nordenham). Zur Prävention von sexuellem Missbrauch von Kindern und Jugendlichen erarbeitete 2022 eine Steuerungsgruppe im Auftrag des Pfarreirates ein institutionelles Schutzkonzept, das bei Bedarf modifiziert wird.
Am 1. Januar 2024 schlossen sich die Pfarreien St. Willehad (Nordenham), St. Marien (Brake), St. Benedikt (Jever), St. Bonifatius (Varel), St. Willehad (Wangerooge) sowie St. Willehad (Wilhelmshaven) zusammen zum Katholischen Kirchengemeindeverband „Pastoraler Raum Wilhelmshaven“.

## Glocken
Im Gegensatz zu größeren Kirchen mit drei oder vier Glocken hängt im kleinen aufgesetzten Kirchturm von Herz Mariä nur eine einzige Bronzeglocke (Ø ca. 35 cm), die 1955 von der Gießerei Otto (Hemelingen) hergestellt wurde.

## Orgel
Die Firma Christian Lobback (Wedel) baute 1969 die Orgel (I+P/8) unter Verwendung einiger Register aus der Kleuker-Orgel der Nikolaikirche Kiel. Das Instrument wurde ebenfalls durch Christian Lobback 2009 überholt und nach einem Kirchenbrand 2012 gereinigt.
Die einfache Orgel besitzt ein Manual (C - g3) und ein Pedal (C - f1). Das Schleifladen-Instrument hat 8 Register. Die Spieltraktur und die Registertraktur sind mechanisch.